# ZIL-157
De ZIL-157 (Russisch: ЗИЛ-157) is een militaire vrachtwagen voor algemeen gebruik. In 1958 kwam het voertuig in productie bij Zavod imeni Lichatsjova (ZIL). De vrachtwagen is de opvolger van de ZIS-151 en werd opgevolgd door de ZIL-131 die in 1966 in productie kwam en de Ural-375D.

## Ontwerp
De ZIL-157 leek uiterlijk zeer sterk op zijn voorganger de ZIS-151. De buitenmaten waren bijna identiek en de wielbasis was voor beide voertuigen gelijk, 3,655 meter en 1,120 meter tussen de achterwielen. Belangrijkste veranderingen van de ZIL-157 was de toepassing van een sterkere motor, een andere gril en de achterwielen kregen één band per as, in plaats van twee bij de ZIS-151.
Het voertuig had een standaard indeling; voor de bestuurderscabine met motor en achter de laadruimte van 3,57 meter lang en 2,09 meter breed. De cabine bood ruimte voor een chauffeur en twee passagiers. Het laadvermogen was bepaald op 2,5 ton in het terrein en 4,5 ton op de weg. In beide gevallen kon een aanhangwagen met een totaalgewicht van 3,6 ton worden aangekoppeld.
De ZIS-157 had zes wielen die allemaal werden aangedreven, 6x6. De wielen waren aangesloten op een centraal systeem waarmee de bandenspanning kon worden gereguleerd. Het voertuig was uitgerust met een ZIS-157K, zescilinderbenzinemotor. De cilinderinhoud was 5555 cc voldoende voor een vermogen van 109 pk bij 2.800 toeren per minuut. Er kon 215 liter brandstof worden meegenomen waardoor het bereik op 430 kilometer uitkwam. De versnellingsbak had vijf versnellingen voor- en een achteruit (2x5F1R). Een extra reductiebak was aanwezig waardoor rijden in hoge en lage gearing mogelijk was. De maximale snelheid op de weg lag op circa 65 km/h.
De ZIS-157 werd op vele plaatsen binnen het leger gebruikt. Het chassis is voor vele speciale doeleinden aangepast, zoals:
- bureauwagen met metalen opbouw

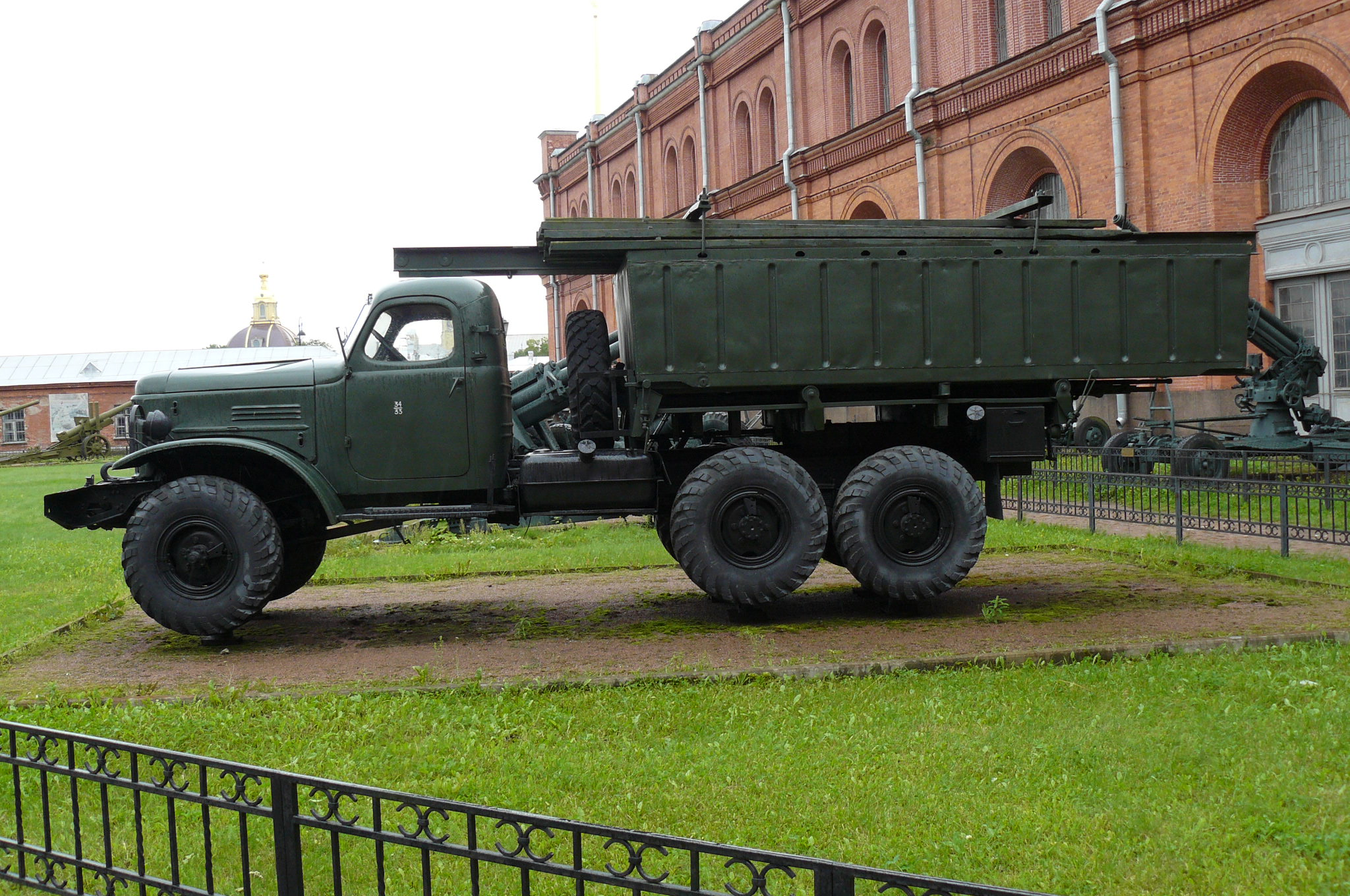
ZIL-157 met ponton

- mobiele werkplaats met metalen opbouw
- verbindingsdienstauto
- compressor wagen
- ontsmettingswagen
- tankauto met een capaciteit van 4.000 liter benzine
- tankauto voor 2.800 liter water
- wagen met lanceerinrichting voor diverse raketten
- wagen voor vervoer van pontons
- trekker.